# Eryphanis automedon
Eryphanis automedon, a coruja gigante automedon, é uma espécie de borboleta pertencente à família Nymphalidae.

## Descrição
O Eryphanis automedon tem uma envergadura de cerca de 55-60 milímetros. Nos machos, os lados dorsais das asas mostram manchas iridescentes azuis noturnas, estendendo-se de áreas submediais a pós-mediais, com bordas bem definidas separando as seções não iridescentes. Os lados ventrais variam de marrom desbotado a cor de caramelo, com vários pontos de vista. A envergadura feminina é um pouco maior, com um padrão de cor de asa ligeiramente diferente.
Esta borboleta pode viver até seis semanas e voa nas florestas escuras da América Latina. É uma borboleta voadora rápida. As lagartas são coloridas de forma cromática e se alimentam à noite em plantas hospedeiras Poaceae (principalmente folhas de bambu), das quais a crisálida alongada imita a aparência de uma folha seca.

## Distribuição
Esta borboleta é nativa da América do Sul. Está presente da Venezuela às Guianas e ao Brasil e da Colômbia ao Paraguai, a uma altitude de 0–1.000 metros acima do nível do mar.

## Subespécies
As seguintes subespécies são reconhecidas:
- Eryphanis automedon automedon (Suriname)
- Eryphanis automedon lycomedon (C. & R. Felder, 1862) (Guatemala and Costa Rica to Colombia)
- Eryphanis automedon amphimedon (C. & R. Felder, 1867) (Brasil)
- Eryphanis automedon tristis Staudinger, 1887 (Peru)
- Eryphanis automedon novicia Stichel, 1904 (Equador)
- Eryphanis automedon cheiremon Fruhstorfer, 1912 (Bolivia)
- Eryphanis automedon spintharus Fruhstorfer, 1912 (Colombia)

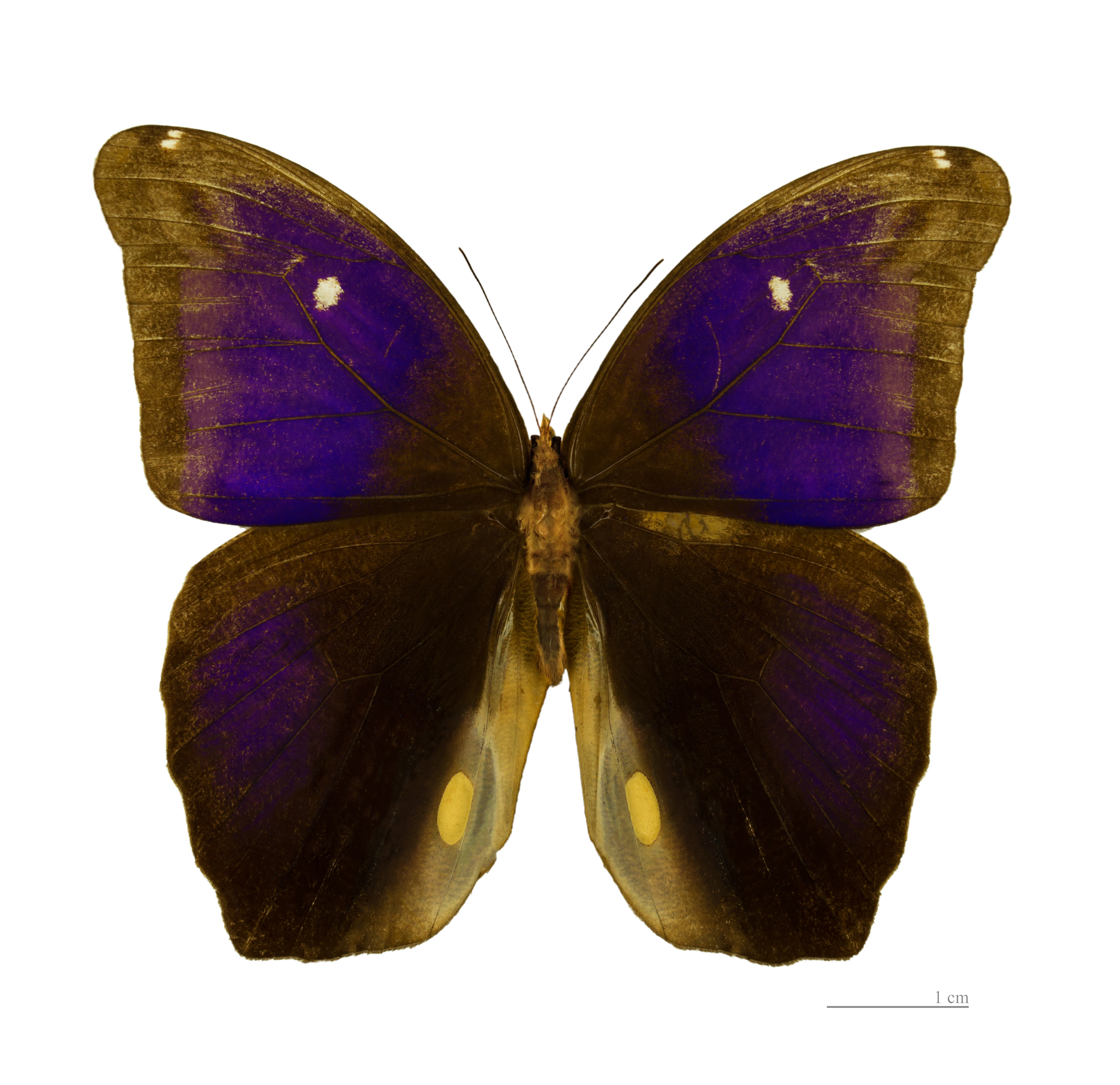
Eryphanis automedon automedon, lado dorsal masculino - Museu de Toulouse
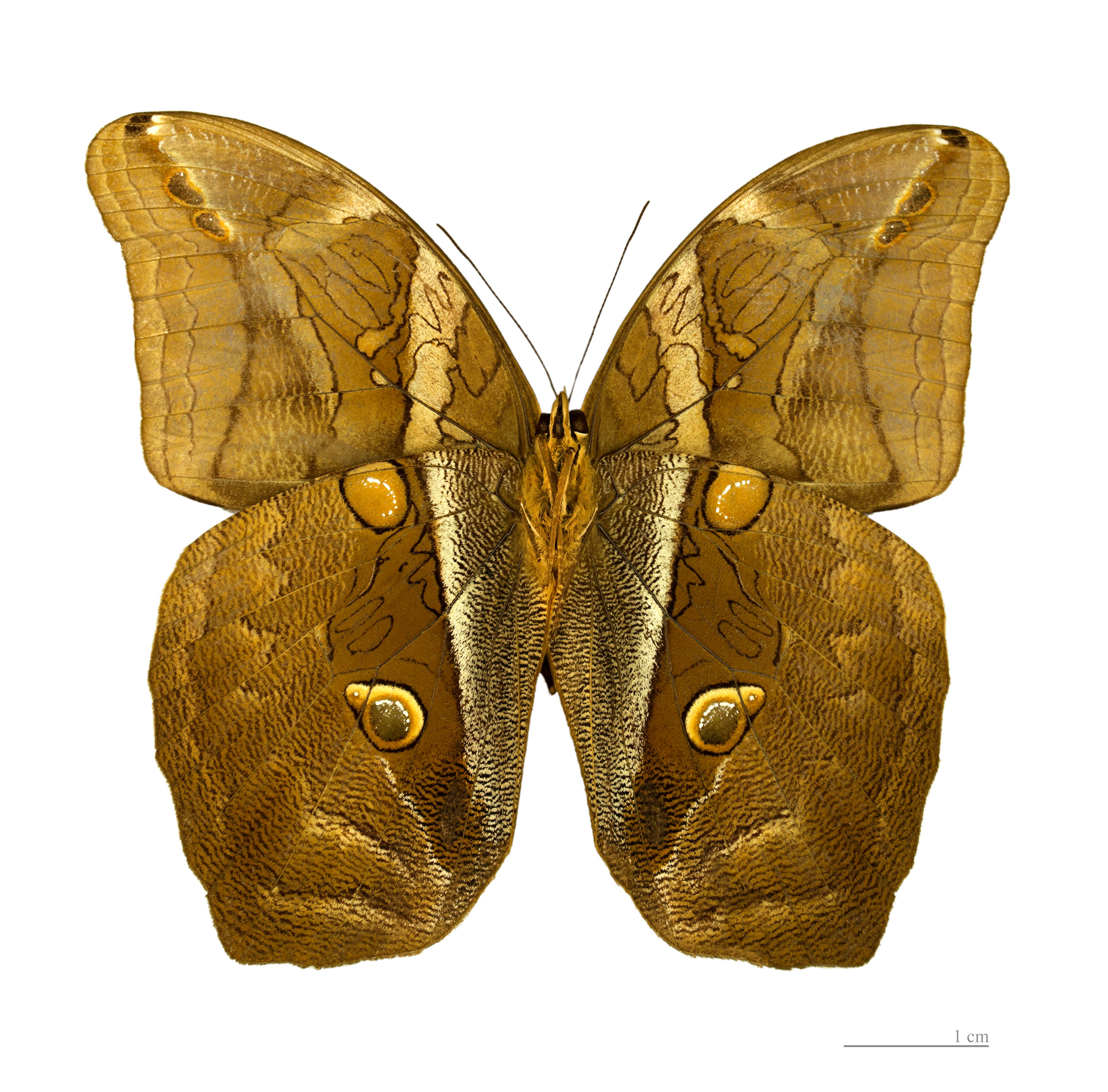
Eryphanis automedon automedon, lado ventral masculino - Museu de Toulouse
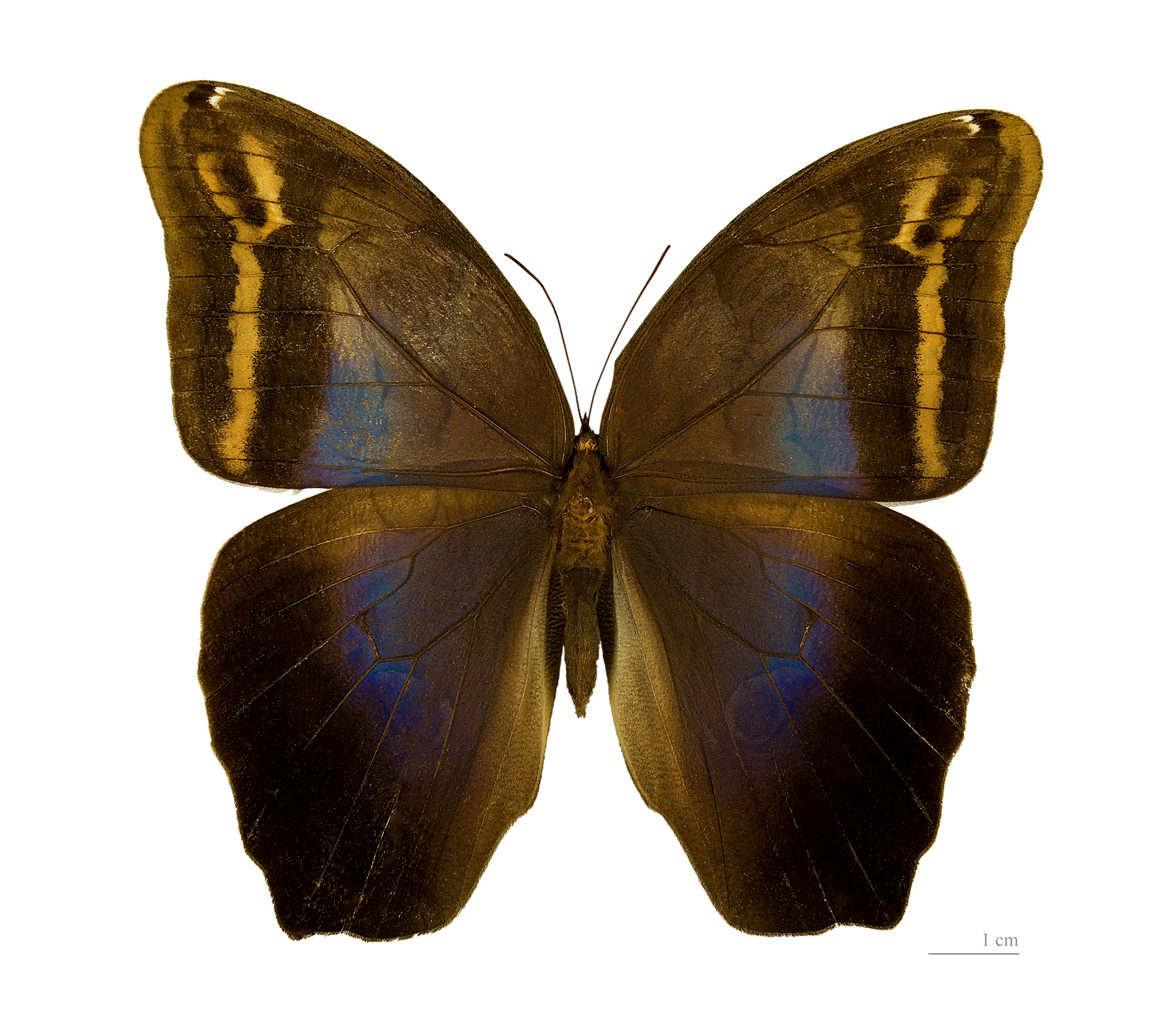
Eryphanis automedon automedon, lado dorsal feminino - Museu de Toulouse
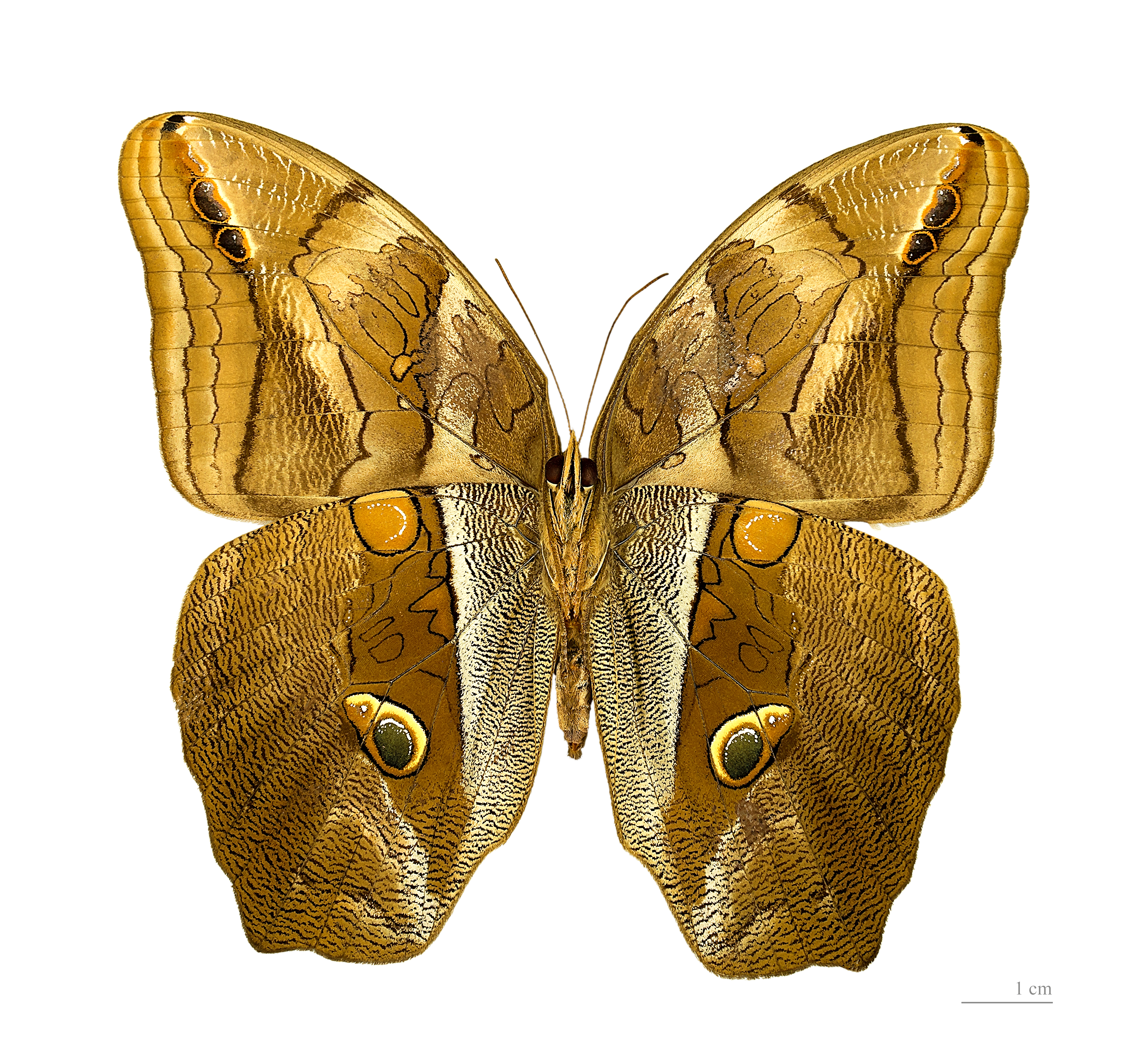
Eryphanis automedon automedon, lado ventral feminino - Museu de Toulouse